# Mecànica dels medis continus
En mecànica, la mecànica dels medis continus és una branca de la mecànica que s'ocupa de l'anàlisi del comportament cinemàtic i mecànic dels materials que es comporten com un continu, tant sòlids com fluids (líquids i gasos). Un medi continu és aquell material que pot ser subdividit continuadament en elements infinitesimals que conserven les mateixes propietats del material.
El concepte "continu" ignora el fet que la matèria és formada per àtoms, per la qual cosa no és contínua sinó granular, i que habitualment hi ha alguns tipus de microestructures heterogènies. Però a simple vista un objecte sòlid sembla continu. S'assumeix que la substància es distribueix uniformement i omple completament l'espai que ocupa.
La hipòtesi dels medis continus consisteix a considerar que les propietats característiques que ens interessen (densitat, elasticitat, ...) són contínues. Una hipòtesi com aquesta ens permetrà d'utilitzar recursos matemàtics que es basen en funcions contínues i/o derivables. Es poden utilitzar equacions diferencials per tal de resoldre els problemes, algunes d'aquestes equacions són específiques per a determinats materials i reben el nom d'equacions constitutives, mentre d'altres segueixen lleis físiques fonamentals com la llei de conservació de la massa (equació de continuïtat), la conservació de la quantitat de moviment (equacions de moviment i equilibri), o la conservació de l'energia (primera llei de la termodinàmica).
La mecànica dels medis continus treballa amb magnituds físiques de sòlids i fluids que són independents del sistema de coordenades particular al que són observades. Aquestes magnituds són representades per tensors, que són objectes matemàtics independents dels sistemes de coordenades.

## El concepte de continuïtat
Tots els materials, sòlids, líquids i gasosos són formats per molècules separades per espais buits. A més, a una escala macroscòpica, presenten fractures i discontinuïtats, tanmateix alguns fenòmens físics poden ser modelats assumint que els materials són continus. Per exemple, podem considerar que la matèria d'un cos és uniforme i distribuïda de manera contínua omplint totes les parts de l'espai que ocupa. Un cos continu seria aquell per podrien subdividir en un nombre infinit d'elements cadascun dels quals tindria les mateixes propietats que el material del cos en conjunt.
El concepte de continuïtat només té sentit en models físics macroscòpics i la seva validesa depèn del problema i de l'escala del fenomen que es consideri. Podem considerar que un material és continu quan la distància entre les partícules físiques reals és molt petita comparada amb la mida del problema. Un d'aquests casos seria l'anàlisi del comportament de la deformació dels dipòsits de sòl (mecànica de sòls). Donat un volum de sòl, generalment serà format per partícules sòlides de minerals, formant grans, que deixen espais buits entre si. En aquest sentit els sòls no seguirien la definició d'un material continu, tanmateix, per tal de simplificar l'anàlisi de la deformació del sòl, podem assumir que el sòl és un continu si tenim en consideració que la mida de les partícules és molt petita en comparació amb l'escala de la deformació, el problema considerat; metres enfront de mil·límetres en aquest cas.

## Model matemàtic dels medis continus

Figura 1. Configuració d'un cos continu

En mecànica dels medis continus, un cos material {\displaystyle {\mathcal {B}}} és un conjunt d'elements volumètrics infinitesimals {\displaystyle \ X}, anomenats partícules o punts materials. Un cos material es pot expressar com un continu assumint que a qualsevol configuració, o estat geomètric del cos, hi ha una regió {\displaystyle \ R} de tres dimensions a un espai euclidià {\displaystyle {\mathcal {E}}} tal que cada punt de la regió és ocupada per un punt material {\displaystyle \ X}, per exemple, si hi ha una correspondència de tipus d'un a un entre els punts del material i els punts de l'espai.
La configuració {\displaystyle \ \kappa _{t}({\mathcal {B}})}, o estat geomètric del cos material {\displaystyle {\mathcal {B}}} a un moment determinat {\displaystyle \ t} es caracteritza pel vector posició {\displaystyle \ \mathbf {x} =x_{i}\mathbf {e} _{i}} de totes les partícules en aquell moment respecte d'un sistema de coordinades de referència arbitrari (Figura 1). Matemàticament, això s'expressa per la funció
{\displaystyle \ \mathbf {x} =\kappa _{t}(\mathbf {X} )}
on {\displaystyle \ \kappa _{t}(\cdot )} és una funció contínua, invertible i diferenciable tantes vegades com calgui.

## Cinemàtica: deformació i moviment

Figura 2. Moviment d'un cos continu.

Un canvi a la configuració d'un cos continu dona com a resultat un desplaçament que té dos components, un desplaçament del cos rígid i una deformació. El desplaçament del cos rígid pot consistit en una translació i una rotació simultànies, però que, en cap cas, no comporten un canvi de la forma o la mida del cos. En canvi, la deformació implica el canvi de la forma i/o la mida del cos, des de la configuració no deformada inicial {\displaystyle \ \kappa _{0}({\mathcal {B}})} fins a la configuració deformada final {\displaystyle \ \kappa _{t}({\mathcal {B}})} (Figura 2).
El moviment d'un cos continu és una seqüència de desplaçaments al llarg del temps. De manera que el material del cos ocupa diferents configuracions en moments diferents i les seves partícules són a una sèrie de punts de l'espai que al llarg del temps descriuen un camí.
Hi haurà continuïtat durant la deformació o el moviment d'un cos continu si:
- Tots els punts del material que en un moment donat formen una corba tancada també la formaran en qualsevol moment posterior.
- Tots els punts del material que en un moment donat formen una superfície tancada també la formaran en qualsevol moment posterior i la matèria que hi és inclosa continuarà sent-hi.

És convenient identificar una configuració de referència o condicions inicials per tal de poder tenir un marc de comparació par a les configuracions posteriors. És necessari que la configuració de referència no sigui una de les que podrà ocupar el cos. La configuració {\displaystyle \ t=0} és considerada sovint com la configuració de referència, {\displaystyle \ \kappa _{0}({\mathcal {B}})}. Els components {\displaystyle \ X_{i}} de la posició del vector {\displaystyle \ \mathbf {X} } d'una partícula, presa respecte de la configuració de referència, és el que s'anomena coordenades materials o coordenades de referència.
Quan s'analitza la deformació o el moviment dels sòlids, o el flux dels fluids, és necessari descriure la seqüència o evolució de les configuracions al llarg del temps. Una descripció del moviment es fa en termes de coordenades materials o  coordenades de referència i s'anomena descripció material o descripció Lagrangiana.

### Descripció lagrangiana
A la descripció lagrangiana, la posició i les propietats físiques de les partícules són descrites en termes de les coordenades materials (o coordenades de referència) i del temps. En aquest cas la configuració de referència és la configuració a {\displaystyle \ t=0}. Un observador que és a un sistema de coordenades de referència observarà els canvis que afecten a la posició i a les propietats físiques del material a mesura que el cos es mou a l'espai a mesura que passa el temps. Els resultats que se n'obtindran seran independents del moment inicial i la configuració de referència escollits, {\displaystyle \kappa _{0}({\mathcal {B}})}.
A la descripció lagrangiana, el moviment d'un cos continu s'expressa per mitjà de la funció {\displaystyle \ \chi (\cdot )} (Vegeu la figura 2),
{\displaystyle \ \mathbf {x} =\chi (\mathbf {X} ,t)}
que és un mapa de la configuració inicial {\displaystyle \kappa _{0}({\mathcal {B}})} sobre la configuració actual {\displaystyle \kappa _{t}({\mathcal {B}})} donant una correspondència geomètrica entre elles; per exemple donant el vector posició {\displaystyle \ \mathbf {x} =x_{i}\mathbf {e} _{i}} que una partícula {\displaystyle \ X}, amb un vector de posició {\displaystyle \ \mathbf {X} } a la configuració de referència no deformada {\displaystyle \kappa _{0}({\mathcal {B}})}, ocuparà a la configuració actual o deformada {\displaystyle \kappa _{t}({\mathcal {B}})} at time {\displaystyle \ t}. Els components {\displaystyle \ x_{i}} són anomenats coordenades espacials.
Les propietats físiques i cinemàtiques {\displaystyle \ P_{ij\ldots }}, com per exemple les propietats termodinàmiques i la velocitat, que descriuen i caracteritzen les particularitats del material, s'expressen com a funcions contínues de posició i temps, per exemple {\displaystyle \ P_{ij\ldots }=P_{ij\ldots }(\mathbf {X} ,t)}.
La propietat derivada de qualsevol propietat {\displaystyle \ P_{ij\ldots }} d'un continu, que pot ser un escalar, un vector o un tensor, és la taxa de canvi al llarg del temps de la propietat per a un grup específic de partícules del cos continu en moviment. La derivada material també és coneguda com a derivada substancial o derivada convectiva. Es pot imaginar com la raó de canvi de la propietat quan és mesurada per un observador que viatja amb el grup de partícules.
A la descripció lagrangiana, la derivada material de {\displaystyle \ P_{ij\ldots }} és la derivada respecte del temps, i el vector posició {\displaystyle \ \mathbf {X} } es manté constant mentre no canvia amb el temps. Així tenim
{\displaystyle \ {\frac {d}{dt}}[P_{ij\ldots }(\mathbf {X} ,t)]={\frac {\partial }{\partial t}}[P_{ij\ldots }(\mathbf {X} ,t)]}
La posició instantània {\displaystyle \ \mathbf {x} } és una propietat de la partícula, i la seva derivada material és la velocitat instantània {\displaystyle \ \mathbf {v} } de la partícula. Tanmateix, el camp velocitat del continu vindrà donat per
{\displaystyle \ \mathbf {v} =\mathbf {\dot {x}} ={\frac {d\mathbf {x} }{dt}}={\frac {\partial \chi (\mathbf {X} ,t)}{\partial t}}}
De manera similar, el camp acceleració vindrà donat per 
{\displaystyle \ \mathbf {a} =\mathbf {\dot {v}} =\mathbf {\ddot {x}} ={\frac {d^{2}\mathbf {x} }{dt^{2}}}={\frac {\partial \chi ^{2}(\mathbf {X} ,t)}{\partial t^{2}}}}
La continuïtat s'expressa a la descripció lagrangiana amb la continuïtat espacial i temporal del mapa des de la configuració de referència fins a la configuració actual dels punts del material considerat. Totes les magnituds físiques que caracteritzen el continu es descriuen d'aquesta manera. En aquest sentit, la funció {\displaystyle \chi (\cdot )} and {\displaystyle \ P_{ij\ldots }(\cdot )} tindrà un únic valor i serà contínua, amb derivades contínues de qualsevol ordre respecte del temps i l'espai, normalment de segon i terce ordre.

### Descripció euleriana
La continuïtat permet per a la inversa de {\displaystyle \chi (\cdot )} traçar on era la partícula que actualment és a {\displaystyle \mathbf {x} } a la configuració inicial o de referència {\displaystyle \kappa _{0}({\mathcal {B}})}. En aquest cas la descripció del moviment es fa en termes de coordenades espacials, que en aquest cas reben el nom de descripció espacial o descripció euleriana, per exemple, la configuració actual es pren com a configuració de referència.
La descripció euleriana, introduïda per d'Alembert, se centra a la configuració actual {\displaystyle \kappa _{t}({\mathcal {B}})}, parant atenció sobre el que succeeix a un punt fix de l'espai a mesura que passa el temps en comptes de parar l'atenció sobre partícules individuals a mesura que es mouen al llarg de l'espai. Aquesta aproximació s'aplica a l'estudi del flux dels fluids, mecànica de fluids, atès que no tenen configuracions deformades prèvies i no és necessari seguir partícules concretes del fluid. És preferible identificar punts fixes i observar els canvis al llarg del temps de les diferents propietats físiques, com ara la velocitat, l'acceleració o les propietats termodinàmiques, que s'observen a punt escollit a mesura que hi passen els diferents punts materials del continu (fluid).
Matemàticament, utilitzant la descripció euleriana, el moviment d'un continu s'expressa a través de la representació de la funció
{\displaystyle \mathbf {X} =\chi ^{-1}(\mathbf {x} ,t)}
que ofereix una traça de la partícula que ara ocupa la posició {\displaystyle \mathbf {x} } a la configuració actual {\displaystyle \kappa _{t}({\mathcal {B}})} fins a la seva posició original {\displaystyle \mathbf {X} } a la configuració inicial {\displaystyle \kappa _{0}({\mathcal {B}})}.
Una condició necessària i suficient per a l'existència d'aquesta funció inversa és que el determinant del Jacobià ha de ser diferent de zero. Així, 
{\displaystyle \ J=\left|{\frac {\partial \chi _{i}}{\partial X_{J}}}\right|=\left|{\frac {\partial x_{i}}{\partial X_{J}}}\right|}
A la descripció euleriana, les propietats físiques s'expressen com
{\displaystyle \ P_{ij\ldots }=P_{ij\ldots }(\mathbf {X} ,t)=P_{ij\ldots }[\chi ^{-1}(\mathbf {x} ,t),t]=P_{ij\ldots }^{*}(\mathbf {x} ,t)}
on la forma funcional de {\displaystyle \ P_{ij\ldots }} a la descripció lagrangiana no és la mateixa que la forma de {\displaystyle \ P_{ij\ldots }^{*}} a la descripció euleriana.
La derivada material de {\displaystyle \ P_{ij\ldots }^{*}(\mathbf {x} ,t)}, utilitzant la regla de la cadena, és
{\displaystyle \ {\frac {d}{dt}}[P_{ij\ldots }^{*}(\mathbf {x} ,t)]={\frac {\partial }{\partial t}}[P_{ij\ldots }^{*}(\mathbf {x} ,t)]+{\frac {\partial }{\partial x_{k}}}[P_{ij\ldots }^{*}(\mathbf {x} ,t)]{\frac {dx_{k}}{dt}}}
El primer terme del costat dret d'aquesta equació dona la ràtio local de canvi de la propietat {\displaystyle \ P_{ij\ldots }^{*}(\mathbf {x} ,t)} a la posició {\displaystyle \ \mathbf {x} }. El segon terme del costat dret és la ràtio convectiva de canvi i expressa la contribució de la partícula que canvia de posició a l'espai (moviment).
La continuïtat a la descripció euleriana s'expressa a través de la continuïtat espacial i temporal a més de la contínua diferenciabilitat del camp velocitat. Totes les magnituds físiques es defineixen d'aquesta manera en cada moment a la configuració actual, com una funció del vector posició {\displaystyle \ \mathbf {x} }.

## Aplicacions
- Mecànica
  - Mecànica del sòlid deformable
  - Mecànica dels fluids
- Enginyeria
  - Enginyeria civil
  - Enginyeria mecànica
  - Enginyeria aeronàutica

| Mecànica dels medis continus | Mecànica del sòlid deformable és l'estudi de la física dels sòlids continus que tenen un estat de repòs amb forma definida. | Elasticitat descriu els materials que tornen a la forma que correspon al seu estat de repòs quan es deixa d'aplicar una força.                         | Elasticitat descriu els materials que tornen a la forma que correspon al seu estat de repòs quan es deixa d'aplicar una força.                                                                             |
| Mecànica dels medis continus | Mecànica del sòlid deformable és l'estudi de la física dels sòlids continus que tenen un estat de repòs amb forma definida. | Plasticitat descriu els materials que es deformen de manera permanent (canvien la forma del seu estat de repòs) després d'aplicar una força suficient. | Reologia: atès que certs materials són viscoelàstics (presenten una combinació de propietats elàstiques i viscoses), la frontera entre la mecànica del sòlid deformable i la mecànica de fluids és difusa. |
| Mecànica dels medis continus | La mecànica dels fluids (inclou l'estàtica dels fluids i la dinàmica dels fluids) tracta amb la física dels fluids. Una propietat important dels fluids és la viscositat, que és la força que genera un fluid en resposta a un gradient de velocitat. | Fluids no newtonians | Reologia: atès que certs materials són viscoelàstics (presenten una combinació de propietats elàstiques i viscoses), la frontera entre la mecànica del sòlid deformable i la mecànica de fluids és difusa. |
| Mecànica dels medis continus | La mecànica dels fluids (inclou l'estàtica dels fluids i la dinàmica dels fluids) tracta amb la física dels fluids. Una propietat important dels fluids és la viscositat, que és la força que genera un fluid en resposta a un gradient de velocitat. | Fluids newtonians | |

## Límits d'aplicabilitat
Tot i que la mecànica de mitjans continus és un model que permet investigar les propietats de sòlids deformables i fluids amb gran precisió, cal recordar que a escales molt petites la matèria està feta de àtoms. I aquesta natura atòmica de la matèria dona lloc a cert tipus de microestructura heterogènia que viola algun dels principis de la mecànica de mitjans continus. No obstant això, malgrat aquesta dificultat, la mecànica de mitjans continus és una aproximació vàlida en la majoria de situacions macroscòpiques en què la microestructura associada a la naturalesa atòmica de la matèria pot ser ignorada (en els fluids, el número de Knudsen s'usa per determinar fins a quin punt la hipòtesi continuïtat del medi és adequada).